# De schommel (Visch)
De schommel is een oorlogsmonument aan het Raadhuishof in de Nederlandse stad Nijmegen.

## Geschiedenis
Het monument is opgericht ter nagedachtenis aan het bombardement, dat op 22 februari 1944 door de geallieerden werd uitgevoerd. Bij dit bombardement, dat vooral de Nijmeegse Bovenstad trof, vielen vermoedelijk meer dan 800 burgerdoden.
Lange tijd werd algemeen aangenomen dat dit een vergissingsbombardement is geweest, veroorzaakt doordat de vliegeniers dachten dat ze nog boven Duitsland vlogen. Historicus Joost Rosendaal ontdekte in 2009 echter dat de vliegers bewust het stationsterrein van Nijmegen bombardeerden, nadat het niet gelukt was om de Duitse stad Gotha (hun eigenlijke doelwit) te bereiken en te bombarderen. De reden dat men vol bleef houden dat het bombardement een vergissing was, ondanks vele aanwijzingen dat het bombardement wel bewust was uitgevoerd, was dat men zich niet kon voorstellen dat de "goede" geallieerden nooit bewust een Nederlandse zouden bombarderen. Volgens Rosendaal is dit dus wel het geval.

## Totstandkoming
Het initiatief voor het monument kwam in 1994 van Piet Timmermans, PvdA-raadslid en tevens voorzitter van de Stichting 4 en 5 mei Nijmegen. Volgens Timmermans was het bombardement bepalend geweest voor het huidige beeld van het stadscentrum en moesten de 763 burgerslachtoffers blijvend herinnerd worden. Op 11 oktober 2000 werd De schommel onthuld door wethouder Paul Depla in het bijzijn van de kunstenaar Henk Visch en het gehele college van burgemeesters en wethouders.

## Locatie
De schommel bevindt zich aan het Raadhuishof, in het centrum van Nijmegen. Voor het bombardement was hier de Montessori kleuterschool van de J.M.J. Zustersociëteit gevestigd, waarvan 24 kinderen en acht zusters het bombardement niet overleefden. Op de plek van het monument lag de vroegere speelplaats van de kleuterschool.

## Omvang en vormgeving

### Ontwerp
Het monument werd ontworpen door de kunstenaar Henk Visch en onthuld in 2000. De schommel bestaat uit een vier meter hoge stalen constructie waaronder een ijzeren zitje hangt aan twee lange kettingen. De schommel staat op een ovaal grasveld omgeven door een stalen sierhek. Nabij staan drie kastanjebomen, waarvan twee het bombardement van 1944 overleefd hebben.
Aan het hek is een bijschrift bevestigd met informatie betreffende het monument. In de gang van het stadhuis hangt een drieluik, gemaakt door meubelmaker Jo Zuidgeest. Dit drieluik bestaat uit foto’s van de overleden kinderen van de voormalige kleuterschool.

### Symboliek
Het ontwerp van De schommel symboliseert verschillende aspecten van de slachtoffers en het bombardement. In eerste instantie doet het monument aan de jeugd denken, gerealiseerd door het onschuldige ontwerp in de vorm van een kinderspeeltoestel. Dit heeft betrekking op de burgerslachtoffers van minderjarige leeftijd, onder wie de 24 kleuters van de Montessorischool. Het monument is aan de hand van het eiland en omringende hek geïsoleerd van de volwassenwereld − de wereld van de toeschouwer − om zich heen; de kindertijd verdwijnt. Bovendien beeldt De schommel traagheid uit. De gedwongen traagheid van de stilstaande, ijzeren schommel dwingt steeds verder af van de speelse wereld van het kind.

## Herdenking
Vanaf 2001 vindt er bij het monument een jaarlijkse officiële herdenking van de burgerslachtoffers plaats. Om 11 uur ’s ochtends spreekt de burgemeester waarna er aansluitend een herdenking in de publieksruimte van het gemeentehuis wordt gehouden. Een vast onderdeel van de ceremonie bij het monument De schommel bestaat uit een kranslegging. In 2019 was het precies 75 jaar geleden dat de binnenstad verwoest werd door het bombardement. Naast de gebruikelijke ceremoniële herdenkingen bij onder andere De schommel werd er op deze dag een muziektheaterstuk opgevoerd. In de avond stond de brand-grens van de verwoesting in het stadscentrum centraal bij een fakkeltocht.